# Marcus Pomponius Matho
Marcus Pomponius Matho était un homme politique de la République romaine. Fils de Marcus Pomponius Matho. Frère de Manius Pomponius Matho (consul en 233 av. J.-C.).
En 231 av. J.-C., il est consul.
En 217 av. J.-C., il est nommé maître de cavalerie par le dictateur Lucius Veturius Philo ; leurs nominations furent cependant invalidées quelques jours après pour vice de forme. Tite-Live le mentionne comme préteur en 217 av. J.-C., affirmant qu'il annonça à la population romaine la défaite désastreuse de Trasimène, au début de la deuxième guerre punique et lui prêtant ces mots : "Dans une grande bataille, nous avons été vaincus", confirmant ainsi ce que la rumeur s'était chargée de propager dans Rome.
Le même Tite-Live, présentant les résultats des comices pour la fin de 217 av. J.-C., donne Marcus Pomponius comme préteur urbain pour l'année 216 av. J.-C., avec pour collègue Publius Furius Philus. Marcus s'occupe alors de juger les procès entre citoyens romains et pérégrins, tandis que son collègue s'occupe des procès opposant des citoyens romains entre eux.